# Caio Borralho
Caio Vinicius Silva Borralho, né le 16 janvier 1993 à São Luís dans l'État du Maranhão, est un pratiquant brésilien d'arts martiaux mixtes (MMA). Il combat actuellement dans la division des poids moyens de l'Ultimate Fighting Championship.

## Biographie

### Jeunesse
Caio Vinicius Silva Borralho naît le 16 janvier 1993 à São Luís. Il pratique le judo dès l'âge de 6 ans, puis s'initie également au jiu-jitsu brésilien et au muay-thaï. Il commence sa formation aux MMA à l'âge de 18 ans, et dispute son premier combat en 2014, à l'âge de 21 ans. Petit-fils d'un professeur de mathématiques, il poursuit des études en chimie à l'université fédérale du Maranhão et a travaillé comme tuteur pour de jeunes élèves. Cependant, en 2014, il abandonne les études pour poursuivre une carrière professionnelle dans le MMA et emménage à São Paulo.
Il est ceinture noire de jiu-jitsu brésilien.

### Carrière dans les arts martiaux mixtes

#### Débuts (2014-2021)
Caio Borralho dispute ses premiers combats professionnels sur le circuit local brésilien.
En octobre 2020, il défait Wildemar Santos, alors invaincu, pour devenir le champion des poids moyens de la fédération brésilienne du Future MMA.

#### Parcours au sein de l'Ultimate Fighting Championship (2021-)
Caio Borralho prend part à la cinquième saison des Dana White's Contender Series. Le 28 septembre 2021, il vainc Aaron Jeffery, via décision unanime. Puis, trois semaines plus tard, le 19 octobre, il bat Jesse Murray par KO technique au 1er round, lors d'un combat en poids mi-lourds, pour décrocher un contrat avec l'UFC.
Il dispute son premier combat dans la fédération américaine le 16 avril 2022, qu'il remporte par décision technique contre Gadzhi Omargadzhiev, après que le Brésilien ait assené un coup de genou illégal à son adversaire alors que celui-ci avait encore un genou au sol, une position où les frappes à la tête sont interdites selon les règles de l'UFC. L'arbitre arrête immédiatement le combat pour évaluer la situation et déterminer si Omargadzhiev peut continuer. Gadzhi ne pouvant pas poursuivre en raison du coup, l'arbitre prend la décision controversée d'accorder la victoire à Borralho, car celui-ci dominait nettement le combat avant l'incident.
Le 9 juillet suivant, il défait l'Arménien Arman Petrosyan (en) via décision unanime.
Le 22 octobre de la même année, lors de l'UFC 280, il enchaîne avec une nouvelle victoire, toujours par décision unanime, contre l’Ouzbek Makhmud Muradov (en).
Le 29 avril 2023, Borralho s'impose face au Polonais Michał Oleksiejczuk (en) en le soumettant au 2e round avec un étranglement arrière.
Le 4 novembre suivant, il vainc Abus Magomedov via décision unanime.
Six mois plus tard, le 4 mai 2024, il bat Paul Craig (en) par KO d'un direct du poing gauche au 2e round.
Le 24 août suivant, lors de son premier combat en tête d'affiche d'un gala de l'UFC, Borralho défait le vétéran Jared Cannonier via décision unanime. À la suite de cette victoire, il fait son entrée dans le top 5 de la division des poids moyens.

## Palmarès en arts martiaux mixtes
| 19 combats     | 17 victoires | 1 défaites |
| Par KO         | 5            | 0          |
| Par soumission | 4            | 0          |
| Sur décision   | 8            | 1          |
| Sans décision  | 1            | 1          |

| Résultat      | Record   | Adversaire          | Méthode                                 | Événement                                           | Date              | Round | Temps | Lieu                           | Notes                                             |
| ------------- | -------- | ------------------- | --------------------------------------- | --------------------------------------------------- | ----------------- | ----- | ----- | ------------------------------ | ------------------------------------------------- |
| Victoire      | 17–1 (1) | Jared Cannonier     | Décision unanime                        | UFC on ESPN: Cannonier vs. Borralho                 | 24 août 2024      | 5     | 5:00  | Las Vegas, Nevada, États-Unis  | Combat de la soirée.                              |
| Victoire      | 16–1 (1) | Paul Craig          | KO (coup de poing)                      | UFC 301: Pantoja vs. Erceg                          | 4 mai 2024        | 2     | 2:10  | Rio de Janeiro, Brésil         | Performance de la soirée.                         |
| Victoire      | 15–1 (1) | Abus Magomedov      | Décision unanime                        | UFC Fight Night: Almeida vs. Lewis                  | 4 novembre 2023   | 3     | 5:00  | São Paulo, Brésil              |                                                   |
| Victoire      | 14–1 (1) | Michał Oleksiejczuk | Soumission (étranglement arrière)       | UFC on ESPN: Song vs. Simón                         | 29 avril 2023     | 2     | 2:49  | Las Vegas, Nevada, États-Unis  | Performance de la soirée.                         |
| Victoire      | 13–1 (1) | Makhmud Muradov     | Décision unanime                        | UFC 280: Oliveira vs. Makhachev                     | 22 octobre 2022   | 3     | 5:00  | Abou Dabi, Émirats arabes unis |                                                   |
| Victoire      | 12–1 (1) | Armen Petrosyan     | Décision unanime                        | UFC on ESPN: dos Anjos vs. Fiziev                   | 9 juillet 2022    | 3     | 5:00  | Las Vegas, Nevada, États-Unis  |                                                   |
| Victoire      | 11–1 (1) | Gadzhi Omargadzhiev | Décision technique                      | UFC on ESPN: Luque vs. Muhammad II                  | 16 avril 2022     | 3     | 3:56  | Las Vegas, Nevada, États-Unis  |                                                   |
| Victoire      | 10–1 (1) | Jesse Murray        | TKO (coups de poing)                    | Dana White's Contender Series : Saison 5, Épisode 8 | 19 octobre 2021   | 1     | 1:41  | Las Vegas, Nevada, États-Unis  | Combat en poids mi-lourds.                        |
| Victoire      | 9–1 (1)  | Aaron Jeffery       | Décision unanime                        | Dana White's Contender Series : Saison 5, Épisode 5 | 28 septembre 2021 | 3     | 5:00  | Las Vegas, Nevada, États-Unis  |                                                   |
| Victoire      | 8–1 (1)  | Wildemar Santos     | Décision unanime                        | Future MMA 12: Noite dos Campeões                   | 16 octobre 2020   | 3     | 5:00  | São Paulo, Brésil              | Remporte le titre des poids moyens du Future MMA. |
| Victoire      | 7–1 (1)  | Ykaro Queiroz       | Décision unanime                        | Future FC 10: Cado vs. Souto                        | 6 décembre 2019   | 3     | 5:00  | São Paulo, Brazil              |                                                   |
| Victoire      | 6–1 (1)  | Otávio Sagás        | Soumission (étranglement en guillotine) | Future FC 8: Babuíno vs. Foguete                    | 23 août 2019      | 1     | 3:44  | São Paulo, Brésil              |                                                   |
| Victoire      | 5–1 (1)  | Luiz Carlos Alves   | Soumission (étranglement anaconda)      | Mega Fight Championship 2: Osasco                   | 22 juin 2019      | 1     | 2:03  | Osasco, Brésil                 |                                                   |
| Victoire      | 4–1 (1)  | Douglas Nascimento  | TKO (coups de poing)                    | Batalha MMA 14                                      | 8 septembre 2018  | 1     | 1:13  | São Paulo, Brazil              |                                                   |
| Sans résultat | 3–1 (1)  | Raylander Marques   | NC                                      | Vikings Fight Club 2                                | 16 juin 2018      | 1     | 5:00  | Campinas, Brésil               |                                                   |
| Victoire      | 3–1      | Luiz Carlos Alves   | TKO                                     | Arena Combat: Fight Night 2                         | 16 septembre 2017 | 1     | 0:20  | São Sebastião, Brésil          |                                                   |
| Victoire      | 2–1      | Edson Junior        | Soumission (étranglement arrière)       | Thunder Fight 9                                     | 30 septembre 2016 | 3     | 3:05  | São Paulo, Brésil              |                                                   |
| Défaite       | 1–1      | João Carvalho       | Décision unanime                        | Bradar Fight 3                                      | 18 juillet 2015   | 3     | 5:00  | São Luís, Brésil               |                                                   |
| Victoire      | 1–0      | Cleiton Rafael      | KO (coup de poing)                      | Evocke Fight: Gods of War                           | 13 décembre 2014  | 1     | 1:48  | Osasco, Brésil                 |                                                   |